# 约翰·皮克
约翰·莫里斯·皮克（英語：John Morris Peake，1924年8月26日—2022年3月30日），英国前男子曲棍球运动员。他曾代表英国国家队参加1948年夏季奥林匹克运动会曲棍球比赛，获得一枚银牌。